# سير جورج توماس
سير جورج توماس (بالإنجليزية: Sir George Thomas, 7th Baronet)‏ مواليد 14 يونيو 1881 في إسطنبول، تركيا - الوفاة 23 يوليو 1972 في لندن، كان لاعب كرة مضرب وكرة ريشة وشطرنج إنجليزي. فاز مرتين ببطولة الشطرنج البريطانية. وصل أيضا الدور ربع النهائي لفئة الفردي والدور نصف النهائي لفئة الزوجي للرجال في بطولة ويمبلدون لكرة المضرب في عام 1911.

## روابط خارجية
- سير جورج توماس على موقع مباريات الشطرنج (الإنجليزية)
- سير جورج توماس على موقع 365Chess.com (الإنجليزية)
- سير جورج توماس سجل أولمبياد الشطرنج على موقع OlimpBase.org (الإنجليزية)
- سير جورج توماس على موقع رابطة محترفي التنس (الإنجليزية)
- سير جورج توماس على موقع خلاصة التنس.كوم (الإنجليزية)
- سير جورج توماس على موقع أوليمبيديا (الإنجليزية)